# Fushimi-no-miya

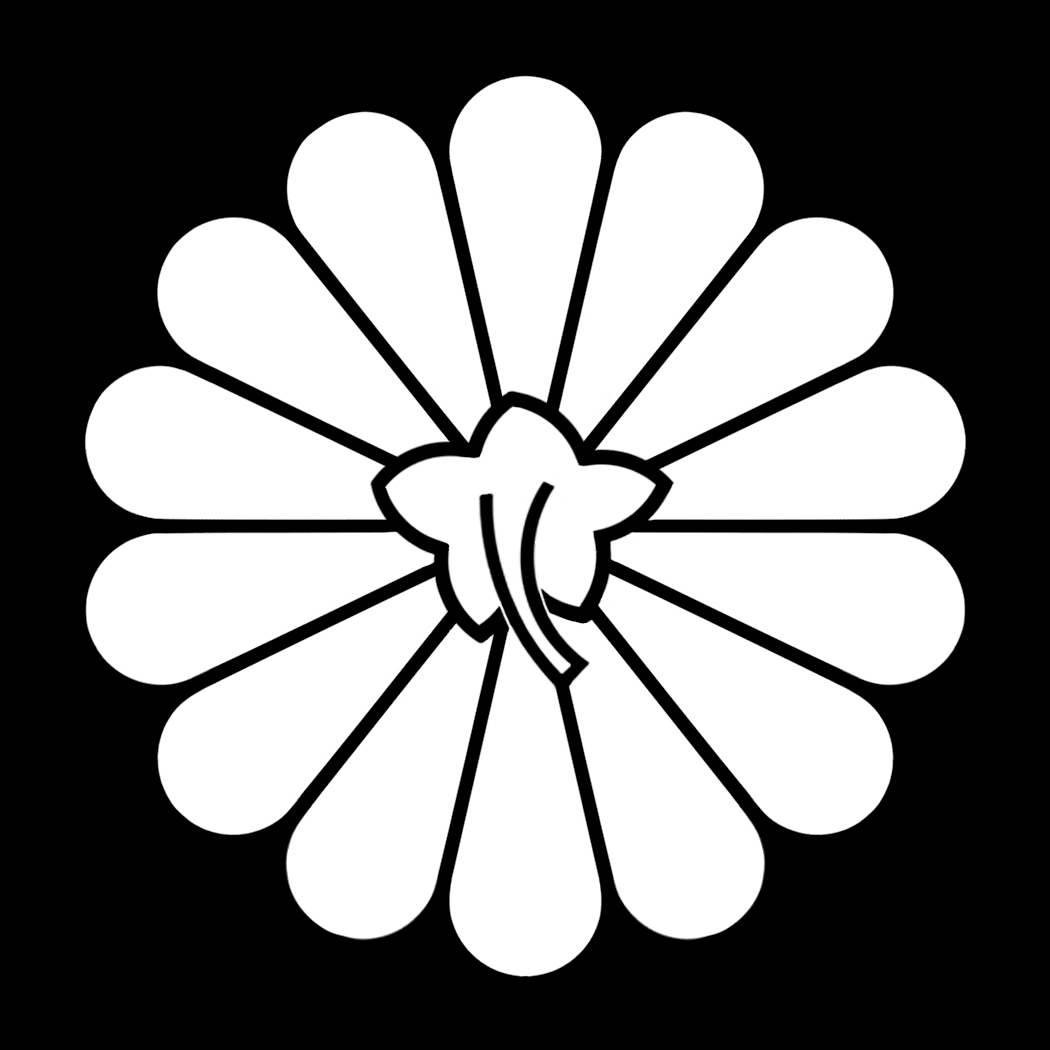
Emblema de los Fushimi-no-miya

La familia de los Fushimi-no-miya (伏見宮) es la más antigua de los cuatro shinnōke, las principales ramas de la Familia imperial japonesa que eran elegibles para la sucesión del Trono del Crisantemo en caso de que hubiese una falta de herederos en la rama principal. Debido a esto reciben el título de príncipe.
La rama fue fundada por el príncipe Yoshihito, hijo del Emperador Sukō de la Corte del Norte durante el período Nanbokuchō. Debido a que la legitimidad de esta corte no estaba en duda, los primeros tres príncipes a veces no so reconocidos como legítimos.
Todas las ramas del Ōke que surgieron de esta rama, siendo la todas menos una formadas por hijos de Fushimi-no-miya Kuniye.
A menos de que se afirme lo contrario, cada príncipe es el hijo del predecesor.
|    | Nombre            | Fecha de nacimiento | Ascensión | Abdicación | Muerto | Notas |
| -- | ----------------- | ------------------- | --------- | ---------- | ------ | --- |
| 1  | Yoshihito (栄仁?) | 1351                | 1409      | .          | 1416   | Hijo del Emperador Sukō |
| 2  | Haruhito (治仁?)  | 1370                | 1416      | .          | 1417   | |
| 3  | Sadafusa (貞成?)  | 1372                | 1425      | 1447       | 1456   | Hijo de Yoshihito; fue padre del Emperador Go-Hanazono y es el ancestro común más reeciente de forma paterna entre la Familia Imperial y todas las antiguas ramas colaterales |
| 4  | Sadatsune (貞常?) | 1426                | 1456      | .          | 1474   | Hermano del Emperador Go-Hanazono |
| 5  | Kunitaka (邦高?)  | 1456                | 1474      | 1516       | 1532   | |
| 6  | Sadaatsu (貞敦?)  | 1488                | 1504      | 1545       | 1572   | |
| 7  | Kunisuke (邦輔?)  | 1513                | 1531      | .          | 1563   | |
| 8  | Sadayasu (貞康?)  | 1547                | 1563      | .          | 1568   | |
| 9  | Kuninobu (邦房?)  | 1566                | 1575      | .          | 1622   | Hijo del príncipe Kunisuke (#7) |
| 10 | Sadakiyo (貞清?)  | 1596                | 1605      | .          | 1654   | |
| 11 | Kuninari (邦尚?)  | 1615                | 1626      | .          | 1654   | |
| 12 | Kunimichi (邦道?) | 1641                | 1649      | .          | 1654   | Hijo del príncipe Sadakiyo (#10) |
| 13 | Sadayuki (貞致?)  | 1632                | 1660      | .          | 1694   | Hijo del príncipe Sadakiyo (#10) |
| 14 | Kuninaga (邦永?)  | 1676                | 1695      | .          | 1726   | |
| 15 | Sadatake (貞建?)  | 1701                | 1715      | .          | 1754   | |
| 16 | Kunitada (邦忠?)  | 1732                | 1743      | 1754       | 1759   | |
| 17 | Sadamochi (貞行?) | 1760                | 1763      | .          | 1772   | Hijo del Emperador Momozono |
| 18 | Kuniyori (邦頼?)  | 1733                | 1774      | .          | 1802   | Hijo del príncpe Sadatake (#15) |
| 19 | Sadayoshi (貞敬?) | 1776                | 1797      | .          | 1841   | |
| 20 | Kuniie (邦家?)    | 1802                | 1817      | .          | 1872   | Padre de todos menos uno de los fundadores de los Ōke |
| 21 | Sadanori (貞教?)  | 1836                | 1848      | .          | 1862   | |
| 22 | Sadanaru (貞愛?)  | 1858                | 1862      | .          | 1923   | Hijo del príncipe Kuniie (#20) |
| 23 | Hiroyasu (博恭?)  | 1875                | 1923      | .          | 1946   | |
| 24 | Hiroaki (博明?)   | 1932                | 1946      | 1947       | .      | Actual jefe de la rama; nieto del príncipe Hiroyasu |

Los hogares sesshu shinnōke y ōke, junto con los kazoku (nobleza japonesa), se redujeron al estatus de plebeyos durante la ocupación estadounidense de Japón, en 1947.
En 1947 a instancias de la ocupación estadounidense de Japón todos los miembros del shinnōke y el ōke, junto con el kazoku (nobleza japonesa) fueron arrebatados de su estatus de nobleza, convietiéndose todos en plebeyos. Esto ha provocado que con el tiempo la actual Familia Imperial Japonesa no tenga ramas colaterales en las que confiar en caso de que se extingan.

## Ramas del Fushimi-no-miya
Lista de las diferentes ramas del Ōke, que fueron fundadas por miembros del Fushimi-no-miya.
- Nashimoto-no-miya (梨本) - Fundada por el príncipe Moriosa; Extinta el 1951.
- Kuni-no-miya (久邇) - Fundada por el príncipe Asahiko.
- Yamashina-no-miya (山階) - Fundada por el príncipe Akira; Extinta el 1987.
- Kachō-no-miya (華頂) - Fundada por el príncipe Hirotsune; Extinta el 1924, refundada ese mismo año por el tercer hijo del príncipe Fushimi Hiroyasu, Hironobu, perdiendo el estatus imperial y siendo reducida a la de marqués.
- Kitashirakawa-no-miya (北白川) - Fundada por el príncipe Satanari; Extinta el 2018.
- Higashifushimi-no-miya (東伏見) / Komatsu-no-miya (小松) - Fundada por el príncipe Yoshiaki - Extinta el 1922.
- Kaya-no-miya (賀陽) - Fundada por el príncipe Kuninori.
- Asaka-no-miya (朝香) - Fundada por el príncipe Yasuhiko.
- Higashikuni-no-miya (東久邇) - Fundada por el príncipe Naruhiko.
- Takeda-no-miya (竹田) - Fundada por el príncipe Tsunehisa.